# Bart the Fink
«Bart the Fink» (с англ. — «Барт — сыщик») — пятнадцатая серия седьмого сезона мультсериала «Симпсоны». В эпизоде обыгран сюжет фильма братьев Коэн «Бартон Финк».

## Сюжет
После смерти тети Гортензии семья Симпсонов узнаёт, что по завещанию они получат наследство, если они проведут ночь в заброшенном доме. Наутро юрист уточняет, что каждый из Симпсонов получает лишь по $100, остальное отходит Анне Ландерс. На свои деньги Барт хочет купить 100 гамбургеров в кафе, а Лиза хочет посодействовать развитию независимого телевидения, но Мардж настаивает на том, чтобы дети открыли свои вклады в «Банке Спрингфилда». Барт, получив чековую книжку, выписывает чеки на имя Лизы, Милхауса, Апу и Джимбо.
А чтобы получить автограф Красти, он выписывает на его имя и кладёт в задний карман его штанов чек на 25 центов, рассчитывая на то, что в конце месяца получит копию с подписью кумира. Но позже Барт обнаруживает на чеке Красти лишь печать корпорации по недвижимости Каймановых островов. В результате банковской проверки Красти арестовывают за налоговое мошенничество. Налоговики говорят, что в Америке не принято сажать в тюрьму звёзд шоу-бизнеса, но они будут в счёт долга забирать 95 % зарплаты Красти в течение 40 лет. Кроме того, налоговой инспекции переходят права на телевизионное шоу и индустрию фастфуда, которые стремительно бюрократизируются.
Чтобы решить финансовые проблемы, Красти инсценирует свою смерть, разбивая о скалы частный самолёт, выпрыгнув за несколько минут до катастрофы на натянутую сетку. Но уже на утро после похорон Барт видит человека, похожего на Красти, сначала за рулём проезжающего автомобиля, затем в очереди у доктора Хибберта и даже под водой, где Красти ныряет с аквалангом. Барт и Лиза в результате собственного расследования находят Красти на лодочной пристани, где он скрывается под именем Робби Б. Белоуз. В подтверждении своей теории дети обнаруживают у Робби такой же шрам, как у Красти, и третий сосок. Им удаётся убедить клоуна в том, что ему надо вернуться на телевидение. При этом инсценируется уже гибель Белоуза, страховка которого должна полностью покрыть всю задолженность Красти налоговой инспекции.

## Дополнительные факты и культурные отсылки
- В начале эпизода семья Симпсонов сидит в нотариальной конторе под названием «Dewey, Cheathem, Howe, & Weissmann». Шутка в том, что «..& Weissmann» портит уже известный каламбур-название пародийных юридических фирм «Dewey, Cheatem & Howe» («Do we cheat 'em? And how!» — «Мы обманываем их. И как!»)
- Мэгги — единственный член семьи, не получивший наследство тети Гортензии.
- Дом, в котором должны были провести ночь Симпсоны, выглядит точно так же, как в фильме «Психо» Альфреда Хичкока.
- Самолёт Красти «I’m-on-a-rolla-Gay» является пародией на самолёт «Enola Gay B-29», который сбросил атомную бомбу на Хиросиму.
- Это первая серия, где Борис Быстров начал озвучивать Симпсонов(но в связи с кончиной актёра в 2024 году, его заменят, особенно на случай возвращения сериала мультсериала в Россию).
- Это первая серия, где Борис Быстров начал озвучивать Гомера.